# Eindhoven Kemphanen
Le Dolphin Kemphanen est un club de hockey sur glace de Eindhoven aux Pays-Bas. Il évolue en BeNe League.